# Fukunisi Takasi
Fukunisi Takasi (Niihama, 1976. szeptember 1. –) japán válogatott labdarúgó.
A japán válogatott tagjaként részt vett a 2002-es világbajnokságon és a 2006-os világbajnokságon.

## Statisztika
| Japán válogatott | Japán válogatott | Japán válogatott |
| Időszak          | Mérk.            | gól              |
| ---------------- | ---------------- | ---------------- |
| 1999             | 3                | 0                |
| 2000             | 0                | 0                |
| 2001             | 2                | 0                |
| 2002             | 10               | 0                |
| 2003             | 6                | 0                |
| 2004             | 18               | 5                |
| 2005             | 14               | 1                |
| 2006             | 11               | 1                |
| Összesen         | 64               | 7                |